# Carol Hathaway
Carol Hathaway è un personaggio della serie televisiva E.R. - Medici in prima linea, interpretato da Julianna Margulies.

## Storia del personaggio
Nell'episodio pilota Carol, dopo una normale giornata di lavoro, viene trasportata d'urgenza al pronto soccorso in seguito a un tentato suicidio. Lo staff del pronto soccorso riesce a salvarla e Carol si riprende. Nel corso delle puntate non viene mai detto il motivo del tentativo di suicidio. Il gesto disperato compiuto in un momento di sconforto la danneggerà anche quando Carol decide di adottare Tatiana, un'orfana russa sieropositiva abbandonata dalla madre adottiva: la sua domanda infatti viene respinta a causa del tentato suicidio.
Sempre nella prima stagione Carol avvia una nuova relazione, questa volta con il chirurgo ortopedico John "Tag" Taglieri. Il giorno delle nozze però Tag la lascia, dicendole che sa che lei amerà solo Doug. Nella seconda stagione Carol compra una nuova casa e instaura una relazione con il paramedico Ray "Shep" Shepard. Con il passare del tempo, tuttavia, Shep cambia radicalmente carattere dopo la drammatica morte del suo collega e migliore amico Raul. Una sera infatti, una tossicomane con 4 figli causa un incendio in una palazzina e l'ambulanza sulla quale viaggiano Shep e Raul è la prima a raggiungere il luogo dell'incendio. Per salvare i figli della donna, i due paramedici entrano nella palazzina pericolante e ne escono gravemente feriti. Raul, per giunta, ha gravissime ustioni su tutto il corpo e muore durante la notte in terapia intensiva. Da quel giorno Shep diviene violento e aggressivo e non ascolta i consigli di Carol di rivolgersi a degli esperti. L'infermiera allora tronca la loro relazione.
Nella terza stagione è costretta a svolgere un secondo lavoro per problemi economici e perciò è sempre stanca. Un giorno, durante un'operazione trasfonde del sangue incompatibile nel corpo di un uomo morente e benché la dottoressa Weaver la rassicuri, non imputando la colpa al sangue sbagliato, Carol si sente responsabile. Il consiglio disciplinare decide di darle una sospensione. Durante il periodo di sospensione Carol viene coinvolta in una rapina in un supermercato e lì riesce a curare molti feriti. La rapina, lo stipendio troppo basso e l'umiliazione di dover prendere ordini da medici più giovani di lei (specialmente Maggie Doyle) la spingono a diventare medico, per la gioia di Kerry. Dopo aver passato l'esame di ammissione e dimostrato a tutti di poter essere un ottimo medico, Carol decide di non proseguire gli studi perché è orgogliosa del suo lavoro di infermiera.
Nella quarta stagione Carol apre un ambulatorio straordinario per curare i pazienti poveri. Per trovare i fondi, Carol si rivolge alla ricchissima nonna del dottor Carter, Millicent. L'ambulatorio ottiene successo, ma nella quinta stagione viene chiuso dal dottor Anspaugh per punire Carol, che ha aiutato Doug Ross in una procedura non autorizzata. L'infermiera si autoestromette volontariamente, chiedendo ad Anspaugh di non chiuderlo. L'ambulatorio verrà affidato all'infermiera Lynette Evans.
Carol e Doug si riavvicinano e decidono di riprendere la loro storia, inizialmente di nascosto e poi pubblicamente. I due pensano anche di sposarsi, ma una sera, in un momento di debolezza, Carol bacia il paramedico Powell (George Eads). Quando, divorata dal senso di colpa, lo confessa a Doug, lui se ne va sbattendo la porta. Qualche tempo dopo si riappacificano e cercano anche di avere un figlio. Dopo aver avuto problemi con Kerry e Mark riguardo alla morte di un bambino gravemente malato, Doug parte per Seattle e chiede a Carol di seguirlo. La donna però non accetta e rimane a Chicago.
Poco dopo la partenza di Doug, Carol scopre di essere incinta di lui e glielo comunica via fax. Il medico le risponde che non tornerà, ma se vuole, lei può andare a vivere con lui. Lei rifiuta ancora e, dopo una gravidanza movimentata (in cui al lavoro assiste donne incinte che muoiono o con i più svariati problemi e in cui scopre di aspettare due gemelli), per Carol arriva il momento del parto. Una mattina, mentre è sul treno, le si rompono le acque. Seduta su una panchina alla fermata, aspetta l'arrivo di Luka Kovač che va in ospedale. L'uomo la porta immediatamente al pronto soccorso, nonostante lei voglia partorire in ostetricia e così, aiutata da Kerry ed Haleh partorisce Tess, la prima gemella. Da lì viene condotta in ostetricia, in cui viene assistita dalla dottoressa Janet Coburn, dal suo amico Mark Greene e dall'infermiera Abby Lockhart. Il secondo parto però è più complicato: la bambina infatti ha il cordone ombelicale intorno al collo e quando nasce, non piange ed ha un colorito bluastro. Per fortuna qualche minuto dopo la bambina si stabilizza e riprende colore. Carol chiede a Mark di scegliere lui il nome da darle e, alla fine, la chiamano Kate, secondo nome della madre del dottor Greene.
Carol si affeziona sempre più a Luka e dopo un'intera giornata passata a scegliere un'auto usata per Carol, i due si danno un bacio. In questo stesso episodio Carol rivela a Luka che suo padre è morto quando lei era molto piccola. Il giorno del suo compleanno, avendo ricevuto un regalo da Doug (un pacco pieno di crackers a forma di animali) l'infermiera sembra voler prendere le distanze da Kovač, sentendo di "tradire" Doug. Nel ventunesimo episodio della sesta stagione Carol assiste una giovane madre nella fase terminale del cancro e quando la donna muore, l'infermiera capisce di non poter negare alle sue figlie la figura paterna: così, dopo aver salutato Luka e Mark per l'ultima volta, prende appena in tempo l'aereo per Seattle e raggiunge il suo amato Doug.
Nella quattordicesima stagione, quando Jeanie Boulet torna al County General, chiede informazioni ad Haleh riguardo ai suoi vecchi colleghi e l'infermiera le dice che Carol e Doug sono sposati e vivono felicemente a Seattle con le gemelle.
Ricompare nel diciannovesimo episodio nella quindicesima stagione, quando lei e Doug a Seattle devono convincere un'anziana donna (Susan Sarandon) a donare gli organi del nipotino. In quest'episodio si apprende che ora Carol è diventata medico, in particolare coordinatrice dei trapianti. Un rene del bambino verrà donato, all'insaputa di Carol, al suo vecchio collega e amico John Carter.